# Bleccia inornata
Bleccia inornata är en insektsart som beskrevs av Capener 1972. Bleccia inornata ingår i släktet Bleccia och familjen hornstritar. Inga underarter finns listade i Catalogue of Life.